# Sistema del Mortillano
El sistema del Mortillano es el segundo sistema kárstico de mayor longitud de España y uno de los mayores de Europa, con 146.5 km de galerías. Las exploraciones del sistema comenzaron en la década de 1960 y se retomaron en la década de 1990; desde entonces se han hallado más de 20 entradas y ocho ríos subterráneos con gran cantidad de pequeños afluentes.